# المردومة
المردومة موقع أثري يقع في مدينة الجبيل شرق المملكة العربية السعودية، يعود بداية إنشاء الموقع إلى القرن الأول الهجري.

## وصف الموقع
يعتبر موقع مردومة أو المردومة الأثري، ثاني أكبر اكتشاف في الجبيل بعد موقع الدفي، تعود تسمية الموقع بهذا الاسم مردومة نسبة إلى ردم الساحل مقابل الموقع، حيث كانت التلال الأثرية تقع على سيف البحر مباشرة.
وكان الموقع قد أعطي الرقم 183/208 بحسب أعمال المسح التي أجرتها الوكالة العامة للآثار والمتاحف عام 1976 للمنطقة الشرقية، ثم جرت عليه أعمال التسوير، وتقع التلال الأثرية قرب مدينة الجبيل البلد بحوالي 23 كم شمال غرب، وغرب المنطقة الصناعية بالجبيل مقابل جزيرة القرمة على الساحل مباشرة، وتتراوح ارتفاعات التلال الأثرية ما بين 12.5 متراً، و7 أمتار عن سطح البحر، مما يتيح لسكان هذه المستوطنة الإشراف على مدخل خليج مردومة، وتبلغ مساحة الموقع المسوّر حوالي 638 ألفاً، و848 متراً مربعاً.

### فترة الاستيطان
بناء على نتائج التنقيبات الأثرية، تعود فترة سكنى الموقع إلى القرن الأول الهجري في فترة الدولة الأموية، كبداية لتأسيس هذا الموقع، ليستمر الاستيطان فيه حتى القرن الخامس الهجري، أي قبل نهاية الدولة العباسية، وتم الكشف عن أدوات صغيرة لصيد الأسماك، وأدوات صنع الشباك، ومفالق المحار، وكمية كبيرة من المسامير التي تستخدم في صناعة وصيانة السفن، وكميات كبيرة من عظام الأسماك والحبار وغيرها، والمؤكد أن حرفتي التجارة والصناعة من الحرف التي مارسها سكان هذه البلدة، لوجود بعض المعادن الخام التي تم العثور عليها في الموقع.